# ドゥルパド
ドゥルパド（ヒンディー語: ध्रुपद）はヒンドゥスターニー音楽の歌唱の一種であり、この音楽の中で最古で現役と言われている。ドゥルパドは「ドゥルヴァ(繰り返し)」と「パダ(韻文)」から来ている。この言葉は詩の手法と歌い方の両方を表現している。アクバル皇帝の廷臣・年代記編者のアブル・ファズルは、著書のアイン・エ・アクバリでドゥルパドを「4本の韻それぞれが不明瞭な拍子を刻む」と定義した。主題は宗教的・精神的なもの(主にヒンドゥーの神々を讃える)から王室賛辞、音楽理論、恋愛に及ぶ。ドゥルパドは基本的に歌唱伝統を持つが、その音楽的美しさは多くの楽器奏者に取り入れられている。様々なルドラ・ヴィーナの学校(ビーンカーズ)だけでなく、他の楽器奏者も利用している。例えばラーガの楽器演奏の向上や、様式に従う事まである。この様式は、遅く、無拍子のアラプやジョー、ジャラが1つ以上の相反する楽曲のタラでまとめられる。有名な楽器演奏家であるラム・ナラヤンとハリプラサドゥ・チャウラシアはドゥルパドに敬意を示してラーガを演奏した。

## 歴史
サーマ・ヴェーダに寺で歌われていたと記録がある。音楽の種類である「ドゥルパド」に最も早く触れた文献は1593年のアイン・イ・アクバリのアブ・ファズルである。後のマーン・シング・トーマラ(1486～1516年にグワーリヤルを統治)の宮廷音楽家が多くの貢献をした。ムガル帝国ではドゥラパドは比較的新しい音楽とされている。サニャルによると、殆どの資料がドゥルパドをマーン・シング・トーマラの王朝由来としている。ブハラトゥの「ナトゥヤ・シャストラ」にはドゥラパドの記述は無い。一般的に1世紀のものとされており、13世紀の文書であるサンギタ・ラトゥナカラでは権威があるとされている。ラヴィ・シャンカルはドゥルパドの様式は「プレバンドゥハ」に置き換わる形で15世紀に定着したと述べている。ムガル帝国では宮廷音楽とされた。
しかしながらドゥルパドの音楽背景は長い歴史を持っていると考えられており、ヴェーダまで遡れる。1294年に書かれたニムバーカ・サムプラダヤのシュリ・シュリブハッタの「ユガラ・シャタカ」は同様の形式の歌詞を含んでいる。タンセンの師匠のスワミ・ハリダスはニムバーカ・サムプラダヤでもドゥルパド歌手として知られている。
18世紀になるとドゥルパドは衰退し始めた。何世紀もドゥルパドと共存して来たクヒャルが所謂ニバッドゥハへの反発運動として盛り上がった為だ。また、未編曲の音楽がドゥルパドの人気を奪い、名人芸があまり見られないドゥルパドを圧倒し始めた。また、シタールやサロードといった新しい楽器が作られたが、これらはドゥルパドの遅い曲調に合わなかった。
1960年にはフランスの民族音楽学者のアライン・ダニエロウがナシー・モイヌッディンとナシー・アミヌッディン・ダガー(ダガー兄弟)をヨーロッパでの演奏に招いた。演奏会は成功し、ナシー・モイヌッディンの1966年の夭逝の後も、彼の弟のナシー・ザヒルッディンとナシー・ファヤズッディンが演奏を続けた。ダガー兄弟は多くの場所で演奏会を行い、また録音した。外国からのインド音楽への興味の高まりに合わせて、ダガーヴァニの復活は数少ないドゥルパド歌手に新たな息吹を与えた。今日では、ドゥルパドは広く人気を集める種類ではないものの、尊敬を集める立場にあり消滅の瀬戸際からは脱した。

## 性質と練習
今日知られているドゥルパドでは、単独歌手や少数の歌手がタンブーラよりもパクハヴァジュやムリダンガムの拍子に合わせて歌う。通常歌手のすぐ後ろに2人のタンブラ奏者が座っており、打楽器奏者は歌手の右に座る。伝統的にルドラ・ヴィーナが使われる事もある。他の楽器を使う演奏者もいる。このような楽器は深い低音と長い残響を持つ必要がある。
ドゥルパドは旋法や単旋律、一般和声の点で全てのインドの伝統音楽と同じである。それぞれのラーガが旋法を持ち、「ガマカ」と呼ばれる微小音階の豊富さが特徴的である。
歌詞は完全即興のアラプで行われる。ドゥラパドのアラプは音節の組を用いて歌われ、マントラの一節を周期的に歌う(例：「アレネナ・テテレネナ・リレレネナ・テネトゥームネ」(テネトゥームネは長い旋律を終える時に使う)のが人気である。ドゥルパド様式は長く精巧なアラプを持ち、ゆっくりと落ち着いた旋律の流れは人を段々律動的鼓動に導く。殆どのドゥルパド様式の歌は軽く1時間を越え、広くは「アラプ」(無拍子)と「ジョー」(一定の律動)と「ジャラ」(加速する爪弾き)や「ノムトム」(高速で音節を歌う)を組み合わせる。編成は歌と4種の律動楽器で行われ、それぞれ「スサユィ」、「アンタラ」、「サンチャリ」、「アアブホグ」と呼ばれる。
拍子(タラ)には「ティヴラ」(7拍子)や「スル」(10拍子)、「チャウ」(12拍子)等がある。10拍子の「ジュハプ」はサドゥラと呼ばれ、14拍子の「ドゥハマー」もある。後者は春のホーリー祭で軽音楽に用いられる。
小人数ではあるが、演奏会中も寺でのドゥルパドの練習は続く。演奏会のドゥルパドとは類似性が少なく、例えばアラプがとても少ないもしくは無い、古典様式では使われない鈴や指シンバルが使われる、使われる太鼓が小さい、「ムーダング」と呼ばれる古い様式がムリガンダムにかなり似ている等の点がある。

## 種族と様式
古典ドゥルパドには大きく分けて4種類(「ヴァニス」、「バニス」)あると言われている。「ガウリ」(ゴハー)、「クハンダー」、「ナウハー」、「ダガー」の4種類である。7世紀から伝わる歌い方(ギーティス)を5種類に分類すると、シュッドゥハ、ブヒンナ、ガウリ、ヴェグスワラ、サドゥハラニがある。しかしもっと重要な事は、グハラナ(家)という家族毎の様式がある事だ。最も有名なグハラナはダガー家で、ダガー・ヴァニで歌った。ダガー式はアラプに重点を置き、何世代にも渡って(時に兄弟の)組で歌って来た。ダガー家はムスリムだがヒンドゥー教の神と女神の歌を歌う。ダガー家以外の卓越したドゥルパド歌いは、Uday Bhawalkar(ウダイ・ブハワルカー)やRitwik Sanyal(リトゥウィク・サニャル)、同じくダガー・ヴァニに所属するグンデチャ兄弟だろう。
ビハール州からマッリク(ダーブハンガ・グハラナ)とミシュラ(ベッティアー・グハラナ)の2つのグハラナが出現した。マッリクはクハンダー・ヴァニに繋がり、様々なラヤカリを加えた即興のアラプを完成した曲に乗せる手法を取る。ラム・チャトゥー・マッリクとヴィドゥー・マッリク、シヤラム・ティワリは良く知られた歌手である。今日ではダーブハンガ・グハラナの老人演奏家はプレム・クマー・マッリクである。プラシャント・クマー・マッリクとニシャント・クマー・マッリク(マッリク兄弟)はダーブハンガの伝統を守る若いドゥルパド歌手である。ミシュラ達はナウハーとクハンダーの両方の様式を学び、特徴的なノムトム・アラプの技術を加えている。このグハラナはベッティアー・ラジの保護の下で栄えた。今日の最も有名なベッティアー・グハラナの歌手はインドゥラキショレ・ミシュラとファルグニ・ミトゥラである。ダーブハンガとベッティアーで流行っているドゥルパドの様式は、ハヴェリ式として知られている。パキスタンでは、ドゥラパドはクハンダー式で歌うタルワンディ・グハラナが有名である。

## 参考資料
1. ↑  Dhrupad.info
2. ↑  "The Hindi word dhrupad (Urdu: dhurpad) from Sanskrit dhruva-pada, denotes a short poem for singing (pada) part of which functions as a refrain (dhruva)." (Sanyal 2004, p. 13)
3. ↑  Dhrupad Archived 2010年4月18日, at the Wayback Machine. SPIC MACAY
4. ↑  “Nuances of the notes: Ustad Fariduddin Dagar..”. The Hindu. (2005年2月20日)
5. ↑  (Sanyal 2004, p. 45)
6. ↑  (Sanyal 2004, pp. 45–46)
7. ↑  (Sanyal 2004, p. 47)
8. ↑  Ravi Shankar, Raga Mala, Welcome Rain Pub., 1999, p.319
9. ↑  “Domain Default page”.   Dhrupadsangeetashram.com. 2013年6月1日時点のオリジナルよりアーカイブ。2012年10月14日閲覧。
10. ↑  http://www.dagar.org
11. ↑  http://www.dagarvani.org
12. ↑  “Domain Default page”.   Dhrupadsangeetashram.com. 2013年6月1日時点のオリジナルよりアーカイブ。2012年10月14日閲覧。
13. ↑  “Dhrupad in vintage Dagar style”. The Hindu (Chennai, India). (2006年2月24日)
14. ↑  “アーカイブされたコピー”. 2007年11月28日時点のオリジナルよりアーカイブ。2008年1月26日閲覧。

- Sanyal, Ritwik; Widdness, Richard (2004). Dhrupad: Tradition and Performance in Indian Music. Ashgate Publishing, Ltd.